# Manuel del Villar
Manuel del Villar (San Luis, 1927-Trelew, 23 de junio de 1988) fue un escribano y político argentino, miembro de la Unión Cívica Radical. Se desempeñó como intendente de Puerto Madryn entre 1973 y 1976 y como senador nacional por la provincia del Chubut desde 1986 hasta su fallecimiento. 

## Biografía
Nació en 1927 en la ciudad de San Luis, radicándose luego en Chubut. Escribano de profesión, militó en la Unión Cívica Radical. Integró una comisión de solidaridad con presos políticos y gremiales, siendo detenido brevemente en octubre de 1972 por la dictadura militar autodenominada Revolución Argentina.
En las elecciones locales de 1973 fue elegido intendente de Puerto Madryn, sin poder finalizar su mandato por el golpe de Estado del 24 de marzo de 1976. En el cargo, en 1975 modificó por resolución la fecha considerada como fundacional de la ciudad, tradicionalmente considerada el 28 de julio cuando arribaron los primeros colonos galeses en 1865. Se había conformado una comisión investigadora y la fecha elegida fue el 7 de febrero, por ser el día en el cual los pioneros galeses comenzaron a explorar el área en 1863. La conmemoración de dicha fecha se mantuvo hasta 1983, cuando volvió a considerarse el 28 de julio como festividad local.
Con el retorno a la democracia en 1983, fue ministro de Gobierno y de Educación y Justicia del gobernador Atilio Oscar Viglione.
En 1986 fue designado senador nacional por la provincia del Chubut, en reemplazo de Kenneth W. Woodley, quien había fallecido. Integró como vocal las comisiones de Asuntos Administrativos y Municipales, y de Transporte.
No pudo completar su mandato en el Senado, debido a su fallecimiento en junio de 1988 por un accidente de tránsito cuando se dirigía desde Puerto Madryn al aeropuerto de Trelew, siendo sucedido por Hebe Corchuelo Blasco.